# Балки (Бахчисарайский район)
Ба́лки (до 1948 года Черке́з-Эли́; укр. Балки, крымскотат. Çerkez Eli, Черкез Эли) — ранее отдельное село в Бахчисарайском районе Крыма, ныне включено в состав села Брянское. Находилось на северо-западе района, на левом берегу Альмы в её нижнем течении, на левой стороне устья балки Сакав, западная часть современного Брянского.

## История

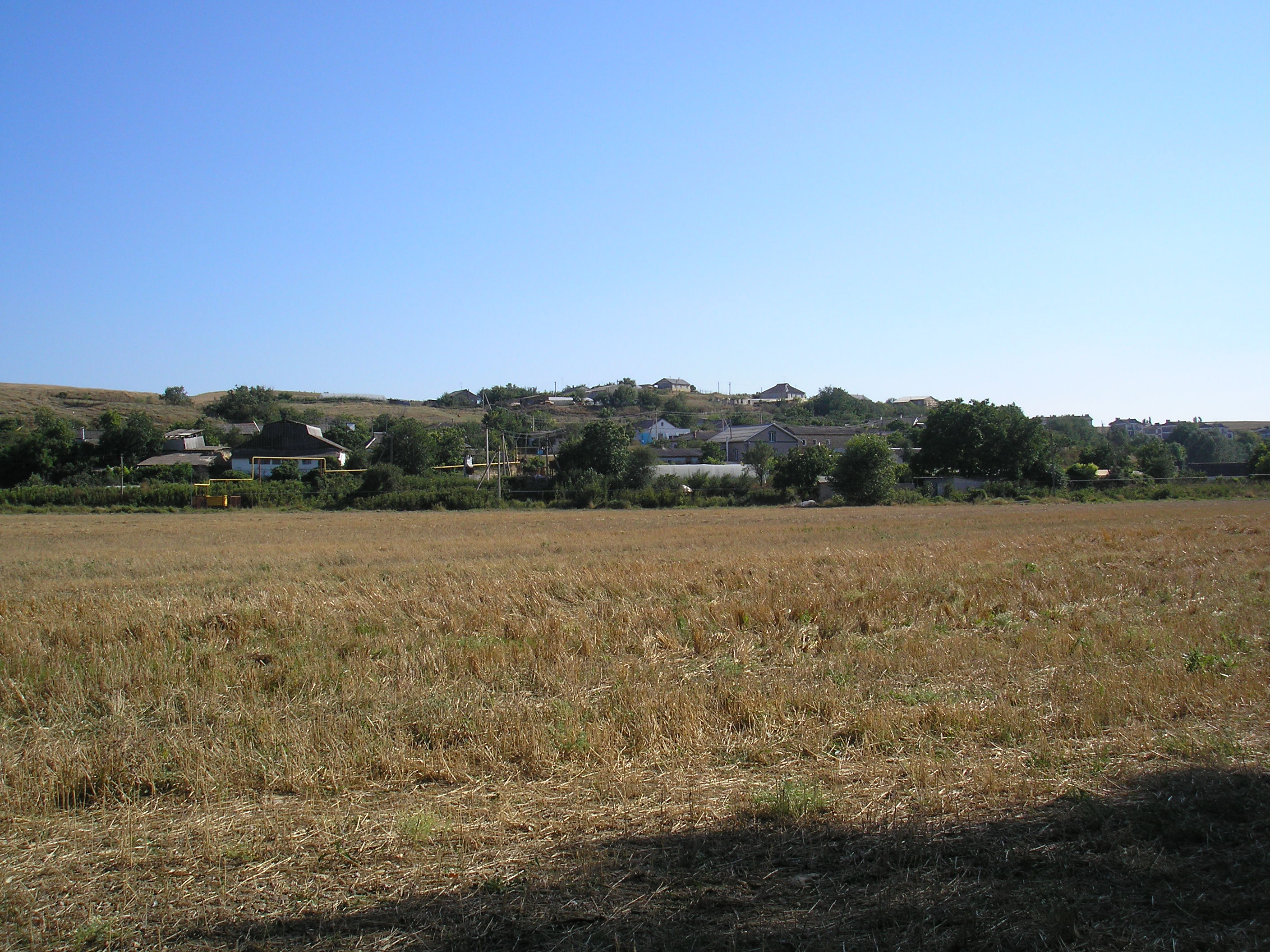
Село Брянское. Бывшее село Черкез-Эли и бывшее село Балки.

Документов времён Крымского ханства с упоминанием названия Черкез-Эли пока не обнаружено.
Впервые название встречается в Камеральном Описании Крыма 1784 года, как деревня Бахчисарайского кадылыка Бахчисарайского же каймаканства.. После присоединения Крыма к России (8) 19 апреля 1783 года, (8) 19 февраля 1784 года, именным указом Екатерины II сенату, на территории бывшего Крымского Ханства была образована Таврическая область и деревня была приписана к Симферопольскому уезду. После Павловских реформ, с 1796 по 1802 год, входила в Акмечетский уезд Новороссийской губернии. По новому административному делению, после создания 8 (20) октября 1802 года Таврической губернии, Черкез-Эли административно включили в состав Актачинской волости Симферопольского уезда.
Согласно Ведомости о всех селениях в Симферопольском уезде состоящих с показанием в которой волости сколько числом дворов и душ… от 9 октября 1805 года, в деревне в 16 дворах числилось 89 жителей крымских татар. На военно-топографической карте генерал-майора Мухина 1817 года дворов в Черкез-Эли обозначено 13. После реформы волостного деления 1829 года Черкез Эли, согласно «Ведомости о казённых волостях Таврической губернии 1829 года» отнесли к Яшлавской волости (переименованной из Актачинской). На карте 1836 года в деревне 13 дворов. Затем, видимо, вследствие эмиграции крымских татар в Турцию, деревня опустела и на карте 1842 года деревня обозначена условным знаком «менее 5 дворов».
В 1860-х годах, после земской реформы Александра II, деревню приписали к Мангушской волости. В «Списке населённых мест Таврической губернии по сведениям 1864 года», составленном по результатам VIII ревизии, в Черкез-Эли при реке Алме, была татарская община и частновладельческие дачи, 8 дворов, 57 жителей и мечеть, а на трёхверстовой карте Шуберта 1865—1876 года дворов обозначено 32. На 1886 год в деревне Черкез-Эль, согласно справочнику «Волости и важнѣйшія селенія Европейской Россіи», проживало 70 человек в 13 домохозяйствах, действовала мечеть. X ревизия 1887 года, сведения которой собраны в Памятной книге Таврической губернии 1889 года, зафиксировала в деревне 14 дворов и 85 жителей, а на карте 1890 года дворов обозначено 25.
После земской реформы 1890 года деревню отнесли к Тав-Бадракской волости. Согласно «…Памятной книжке Таврической губернии на 1892 год», в селе Черкез-Эль, входившем в Биюк-Яшлавское сельское общество, числился 51 житель в 9 домохозяйствах, на собственной земле. По «…Памятной книжке Таврической губернии на 1900 год» в деревне числилось 66 жителей в тех же 8 дворах.
В 1911 году в Черкез-Эли было построено новое здание мектеба, значит, начальная мусульманская школа существовала и ранее. По Статистическому справочнику Таврической губернии. Ч.II-я. Статистический очерк, выпуск шестой Симферопольский уезд, 1915 год, в деревне Черкез-Эль Тав-Бодракской волости Симферопольского уезда, числилось 38 дворов с татарским населением в количестве 96 человек приписных жителей" и 95 человек «посторонних». В общем владении было 300 десятин удобной земли, 18 хозяйств с землёй, 20 безземельные. В хозяйствах имелось 26 лошадей, 6 волов, 25 коров, 10 телят и жеребят и 200 голов мелкого скота и 2 приписанных к ней сада.

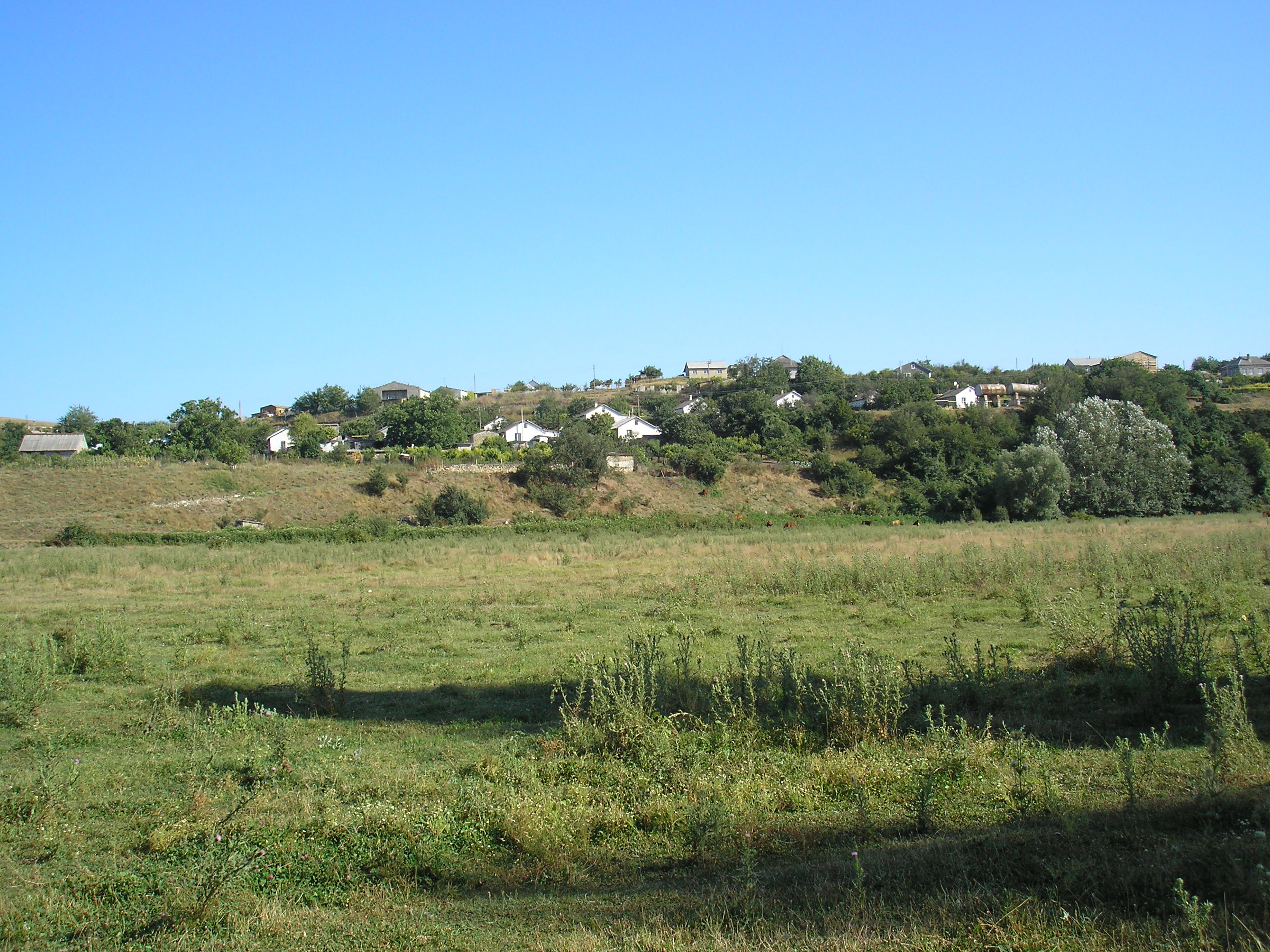
Село Брянское. Западная часть. Бывшее село Черкез-Эли и бывшее село Балки.

После установления в Крыму Советской власти, по постановлению Крымревкома от 8 января 1921 года была упразднена волостная система и село включили в состав Подгородне-Петровского района Симферопольского уезда. В 1922 году уезды получили название округов, 11 октября 1923 года, согласно постановлению ВЦИК, в административное деление Крымской АССР были внесены новые изменения, в результате которых был ликвидирован Подгородне-Петровский район и образован Симферопольский и Черкез-Эли включили в его состав. Согласно Списку населённых пунктов Крымской АССР по Всесоюзной переписи 17 декабря 1926 года, в селе Черкез-Эли, Бий-Элинского сельсовета Симферопольского района, числилось 36 дворов, из них 33 крестьянских, население составляло 156 человек, все татары, действовала татарская школа. К 1940 году село, вместе с сельсоветом, переподчинили Бахчисарайскому району. По данным всесоюзной переписи населения 1939 года в селе проживало 222 человека.
После освобождения Крыма, по Постановлению ГКО № 5859 от 11 мая 1944 года, все крымские татары были депортированы в Среднюю Азию. 12 августа 1944 года было принято постановление № ГОКО-6372с «О переселении колхозников в районы Крыма», по которому в район из Орловской и Брянской областей РСФСР переселялись 6000 семей колхозников и в сентябре 1944 года в район приехали первые новосёлы (2146 семей) из Орловской и Брянской областей РСФСР, а в начале 1950-х годов последовала вторая волна переселенцев из различных областей Украины. С 25 июня 1946 года Черкез-Эли в составе Крымской области РСФСР. 18 мая 1948 года, указом Президиума Верховного Совета РСФСР, Черкез-Эли переименовали в Балки. 26 апреля 1954 года Крымская область была передана из состава РСФСР в состав УССР. На 15 июня 1960 года село числилось в составе Плодовского сельсовета. К 1968 году было включено в состав Брянского.

### Динамика численности населения
| - 1805 год — 89 чел. - 1864 год — 57 чел. - 1886 год — 57 чел. - 1889 год — 85 чел. - 1892 год — 51 чел. | - 1900 год — 66 чел. - 1915 год — 96/95 чел. - 1926 год — 156 чел. - 1939 год — 222 чел. |